# Wapen van Rochefort

Wapen van Rochefort

Het wapen van Rochefort is het gemeentelijke wapen van de Naamse gemeente Rochefort. Het wapen werd in 1841 voor het eerst aan de gemeente toegekend, het is sindsdien niet gewijzigd, maar in 1977 wel  na een fusie opnieuw toegekend.

## Geschiedenis
Het wapen van Rochefort werd op 15 januari 1841 aan de gemeente toegekend. Het is afgeleid van het wapen van de familie Walcourt, heren van Rochefort. Hoewel de gemeente in 1977 met omliggende gemeenten fuseerde, waarbij ook de gemeenten Han-sur-Lesse een wapen had, is besloten alleen het wapen van Rochefort in ongewijzigde vorm te blijven gebruiken.

## Blazoenering
De eerste blazoenering luidde als volgt:
D'or à l'aigle éployée, à une tête à dextre de gueules, becquée et membrée d'azur, l'écu timbré d'une couronne comtale de la forme usitée anciennement dans la pays de Liège et dans les Pays-Bas autriciens.

Van goud een adelaar met opengeslagen vleugels naar rechts gewend van keel, snavel en nagels van azuur, het schild gekroond met een oude gravenkroon zoals uit Luik en de Oostenrijkse Nederlanden.
Het wapen is goud van kleur met daarop een adelaar van keel. De adelaar kijkt naar heraldisch rechts (dat is links voor de kijker) en houdt zijn vleugels uitgespreid. Aangegeven is een kroon voor een graaf, al is de getekende vorm in gebruik geweest voor een markies.
De blazoenering van het wapen uit 1978 luidt als volgt:
D'or à l'aigle de gueules becquée et membrée d'azur, l'écu sommé d'une couronne à trois fleurons séparés par deux groupes de trois perles.

Van goud een adelaar van keel met snavel en nagels van azuur, het schild gekroond met een kroon van drie bladeren waartussen twee keer drie parels.
Het wapen is exact hetzelfde, alleen de beschrijving is gewijzigd. In de nieuwe omschrijving wordt de kroon niet benoemd, maar omschreven.